# Izjora
De Izjora (Russisch: Ижора; Fins: Inkere, Inkereenjoki) is een rivier in Rusland. Het stroomgebied bevindt zich in de oblast Leningrad. In de stad Sint-Petersburg is de rivier gekanaliseerd en fungeert er als een stadsgracht.
De Izjora is een zijrivier van de Neva; de lengte is ongeveer 76 kilometer. Op het punt waar de Izjora in de Neva stroomt, halverwege Sint-Petersburg en Sjlisselburg bevindt zich een vestiging genaamd Oest-Izjora, letterlijk 'mond van de Izjora'.
Tijdens de vele oorlogen die Zweden met Rusland voerde, zijn de Zweden tussen het tijdperk van de Vikingen en de Tijd der Troebelen nooit verder gekomen dan tot aan de Izjora. De bekendste veldslag vond plaats in 1240, toen Alexander Nevski de Zweden bij de monding van de Izjora in de Neva versloeg.
De Izjora is tamelijk stabiel in termen van wateraanvoer: hij droogt nooit op en bevriest ook nooit.